# Мануель Доррего
Мануе́ль Крі́спуло Бернабе́ Дорре́го (ісп. Manuel Críspulo Bernabé Dorrego; 11 червня 1787, Буенос-Айрес — 13 січня 1828, Наварро, провінція Буенос-Айрес) — аргентинський державний і військовий діяч. Двічі обіймав посаду губернатора Буенос-Айреса (в 1820 році та в 1827—1828 роках).

## Біографія
У 1803 році Доррего закінчив реальне училище Святого Карла; продовжив навчання в університеті Святого Філіпа в Чилі.
Поїхав до Об'єднаної провінції Ріо-де-ла-Плати, де вступив в Армію Півночі Мануеля Бельграно. Брав участь в битвах за Тукуман і Сальту, в обох боях був поранений. За перемогу одержав підвищення від Бельграно у званні. В результаті він не взяв участь в битвах за Вількапухіо і Айоуму, Армія Півночі зазнала дві поразки, пізніше Бельграно шкодував про відсутність Доррего.
Був противником португальско-бразильського вторгнення в Східну смугу, однак, підбурюваний Хуаном Пуейредоном, був змушений боротися проти Хосе Артігаса. Був висланий із країни Пуейредоном, деякий час жив у Балтиморі (США). Вивчав теорію федералізму в США, в результаті чого прийшов до висновку, що кожен штат повинен був автономним, відкидаючи тим самим централізовану форму правління, створену Пуейредоном. У цей час він написав апологетичний твір «Cartas apologéticas», засуджуючи в ньому підтримку Пуейредоном португало-бразильського вторгнення.
У 1819 році, після від'їзду Пуейредона зі столиці, повернувся в Буенос-Айрес. Був призначений тимчасовим губернатором, брав участь в бойових діях проти Карлоса Альвеара, Каррери і Естаніслао Лопеса. Насправді він продовжував бути противником уряду, у зв'язку з цим, на пост губернатора був призначений Мартін Родрігес. Знову Доррего вигнали з країни, він оселився в Верхньому Перу. У Кіто зустрівся з Симоном Боліваром, підтримавши його ідею створення єдиного південноамериканського союзу.
На короткий час повернувся в Буенос-Айрес, працював в легіслатурі Установчих зборів Буенос-Айреса. Активно підтримував федеральний уряд, критикував свободу слова. Однак, згідно з конституцією 1826 року уряд мало сильною централізованою владою, вона гарантувала свободу слова.
Доррего не схвалював політику уряду Бернардіно Рівадавії, проголошеного першим президентом Аргентини, в газеті El Tribuno з'явилася стаття, в якій Доррего критикував його. У зв'язку з невдоволенням населення новим президентом, Рівадавія змушений був скласти з себе повноваження, віцепрезидент Вісенте Лопес-і-Планес також був змушений подати у відставку. Не маючи більше глави держави, легіслатура призначила Доррего губернатором провінції Буенос-Айрес. Він був покровителем бідних, при ньому став діяти федеральний уряд, скінчилася аргентино-бразильська війна.
Аргентинські війська, які повернулися з війни, збунтувалися проти Доррего, оскільки під тиском британських дипломатів він був змушений повернути Бразилії всі раніше завойовані землі. 1 грудня 1828 року лідер унітаристської партії Хуан Лавальє скинув Доррего. Доррего покинув місто і разом з союзниками створив селянську армію. Зрештою, він був розбитий і розстріляний Лавальє.